# 金民錫
金民錫（：／ Kim Min-seok，1964年5月29日—），大韓民國活动家、教育家和政治家，自由派政治人物，現任韩国国务总理。  第15、16、21、22屆國會議員。他自2020年起担任永登浦区乙选区国会议员，此前曾于1996年至2002年担任该职位。2025年6月4日，韩国总统李在明决定提名金民錫任國務總理。7月3日，国会在最大在野党国民力量缺席、改革新党投下反对，共同民主党及祖国革新党支持的情况下通过金民錫任命案。
金民錫出生于首尔，拥有首尔国立大学、哥伦比亚大学、哈佛大学、清华大学和罗格斯大学新不伦瑞克分校的学位。他曾因占领首尔的美国文化中心而被拘留。他在1996年的选举中当选为国会议员，并被视为当时民主党冉冉升起的新星之一。然而，在2002年大韓民國地方選舉的首尔市长选举中败给李明博，导致其支持率下降。金民錫在2020年大选中再次当选永登浦乙选区议员，时隔18年重返国会，从而实现政治复出。他是李在明总统的顾问。

## 选举结果
| 年度 | 選舉屆數       | 選舉區               | 所屬政黨       | 得票數    | 得票率 | 當選標記 | 備註 |
| ---- | -------------- | -------------------- | -------------- | --------- | ------ | -------- | ---- |
| 1992 | 第14屆国会選舉 | 首尔特别市永登浦區乙 | 民主黨         | 48,151    | 40.95% |          |      |
| 1996 | 第15屆国会選舉 | 首尔特别市永登浦區乙 | 新政治國民會議 | 49,657    | 48.87% |          |      |
| 2000 | 第16屆国会選舉 | 首尔特别市永登浦區乙 | 新千年民主党   | 50,438    | 60.39% |          |      |
| 2002 | 第3届地方选举  | 首尔市长             | 新千年民主党   | 1,496,754 | 43.02% |          |      |
| 2004 | 第17屆国会選舉 | 首尔特别市永登浦區甲 | 新千年民主党   | 21,033    | 20.88% |          |      |
| 2016 | 第20屆国会選舉 | 比例代表（第二名）   | 民主党         | 209,872   | 0.88%  |          |      |
| 2020 | 第21屆國會選舉 | 首尔特别市永登浦區乙 | 共同民主党     | 47,075    | 50.20% |          |      |
| 2024 | 第22屆國會選舉 | 首尔特别市永登浦區乙 | 共同民主党     | 49,651    | 50.18% |          |      |